# Michael O’Flaherty (Jurist)

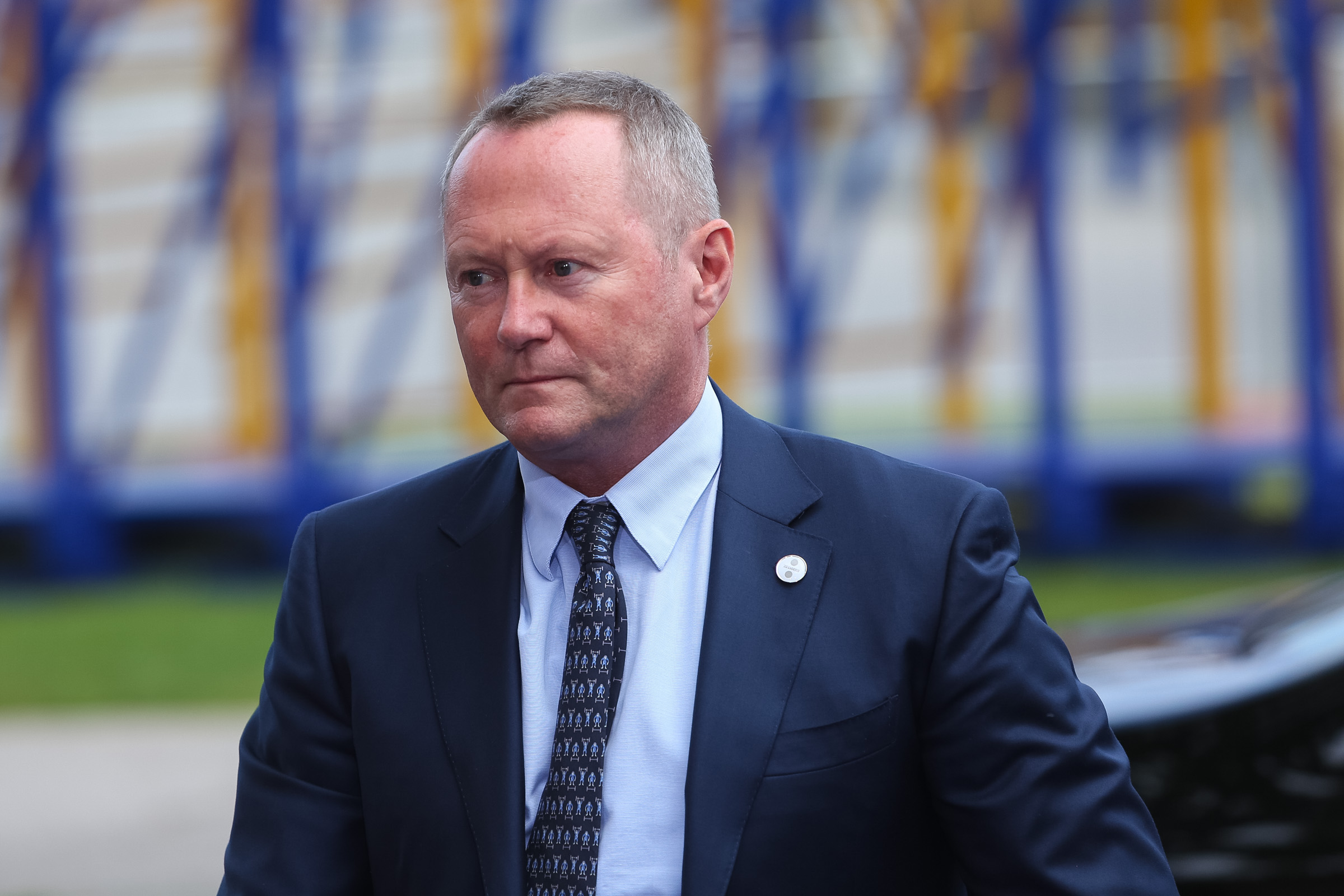
Michael O’Flaherty (2017)

Michael O’Flaherty (* 5. März 1959 in Salthill, Galway, Irland) ist ein irischer Rechtswissenschaftler und seit 2024 Menschenrechtskommissar des Europarats. 

## Leben
O’Flaherty studierte am University College Dublin Rechtswissenschaften und schloss mit dem Bachelor of Civil Law ab. Von 1980 bis 1983 war er als Solicitor in Dublin registriert. Ab 1983 studierte er an der Päpstlichen Universität Gregoriana, zunächst Philosophie, dann Theologie. Von 1987 bis 1992 war er als katholischer Priester in der Diözese von Galway, Irland, tätig. 1992 nahm er das Studium der Internationalen Beziehungen an der Universiteit van Amsterdam auf. Er erwarb den Master of Arts. Ab 1993 wurde er für die Vereinten Nationen tätig. Er arbeitete ins besondere für das Büro des Hohen Kommissars für Menschenrechte. Von 2003 bis 2013 war er Professor für Menschenrechte an der University of Nottingham und zugleich Co-Direktor des dortigen Zentrums für Menschenrechte. Er war einer der wesentlichen Autoren der Yogyakarta-Prinzipien von 2007. Ab 2013 wechselte er an die University of Galway und wurde Leiter des irischen Zentrums für Menschenrechte. 2016 wurde er Direktor der Agentur der Europäischen Union für Grundrechte in Wien. 2024 folgte er Dunja Mijatović als Menschenrechtskommissar des Europarats nach.

## Auszeichnung
Für seine Publikationen im Bereich der Menschenrechte wurde er von der National University of Ireland mit dem Higher Doctorate of Laws (LL.D.) ausgezeichnet.